# Sclerocarya birrea

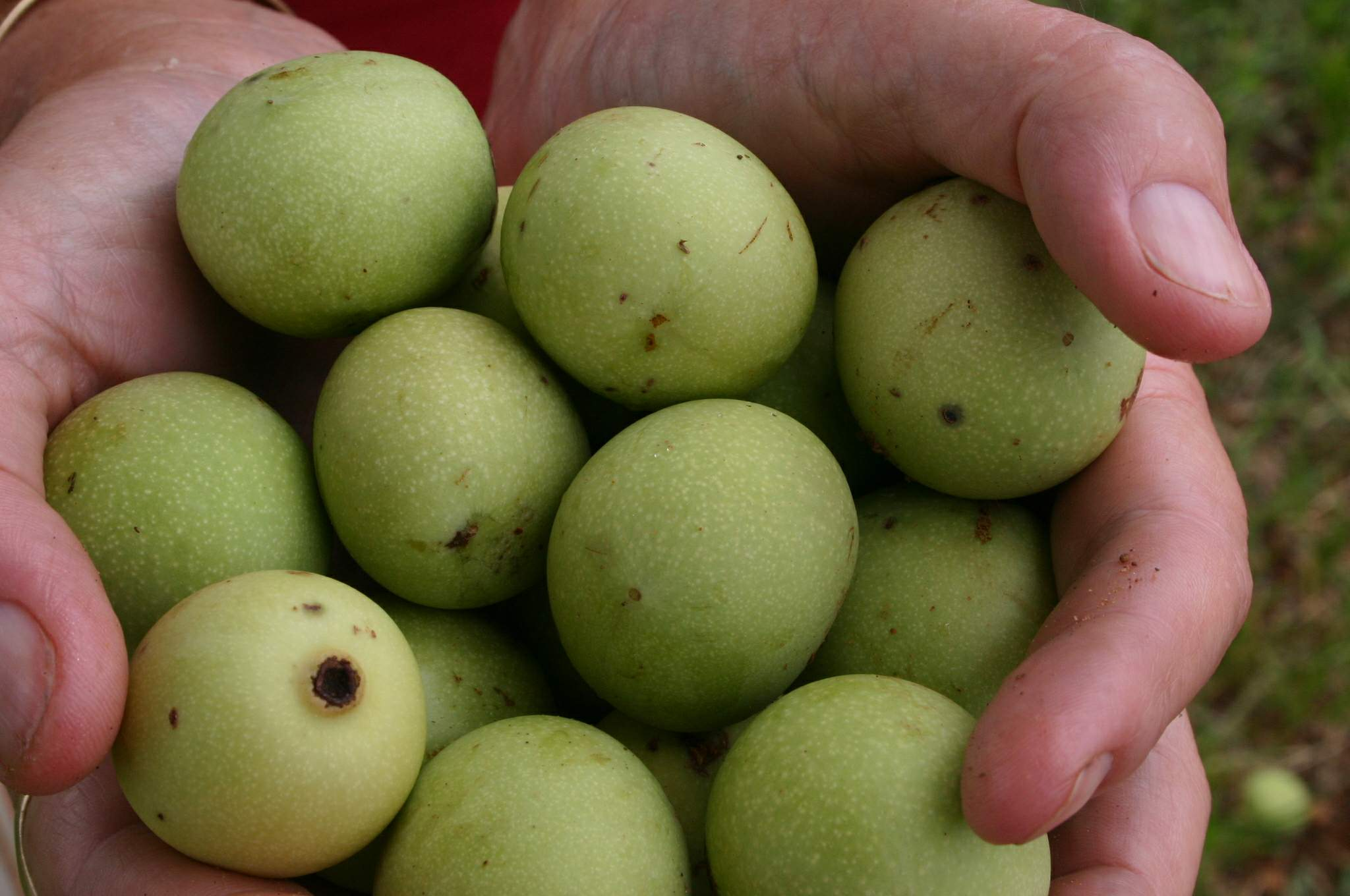
Fructe

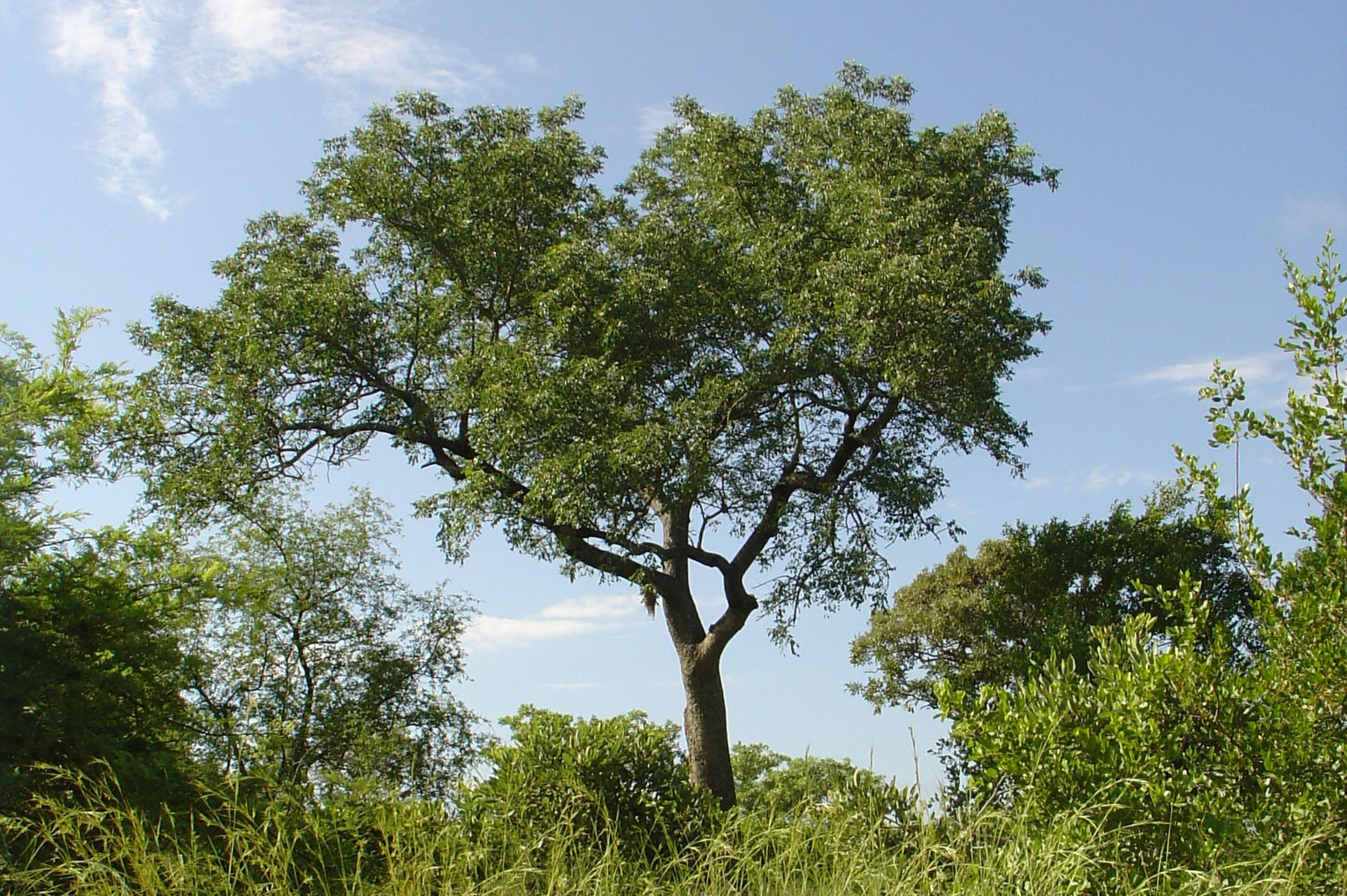
Sclerocarya birrea

Arborele elefanților (Sclerocarya birrea) aparține de familia Anacardiaceae, genul Sclerocarya. El trăiește în regiunile calde tropicale, din Africa subecuatorială.

## Descriere
Arborele poate atinge o înălțime de 15 m, trunchiul având un diametru de 80 cm. Scoarța copacului are o culoare cenușiu-argintiu, ramurile tinere sunt acoperrite de peri. Frunzele lui ating 20 cm lungime, fiind așezate impar, și acoperite de o substanță ceroasă de culoare albăstruie. Florile sunt de culoare roză, fructul copt este de formă rotundă de culoare galbenă, având o mărime de ca. 3 - 3,5 cm.